# Gypsy Abbott

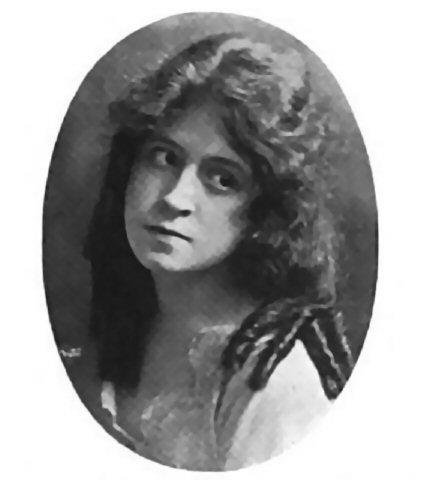
Gypsy Abbott, Fotografie aus Who is Who in the Film World, 1914

Gypsy Abbott (* 31. Januar 1896 in Atlanta, Georgia; † 25. Juli 1952) war eine amerikanische Bühnen- und Stummfilmschauspielerin.

## Leben
Gypsy Abbott heiratete 1915 den Regisseur Henry King in Fort Worth, Texas. Im Jahr 1917 gab sie die Schauspielerei auf, um sich auf ihr Leben zu Hause zu konzentrieren. Zwischen 1923 und 1930 bekamen sie drei Kinder, Frank, John und Martha. In den Jahren 1920 und 1930 lebte Ruth King bei dem Paar. Sie wurde 1913 oder 1914 in Illinois geboren und wurde als Kings Stieftochter identifiziert. Um 1930 lebten sie in der South Muirfield Road in Los Angeles, Kalifornien. Henrys Bruder Louis lebte 1925 und 1930 bei den Kings.[A]

## Karriere
Gypsy Abbott begann ihre Karriere als Sängerin, Schauspielerin und Tänzerin. Sie trat mehrere Jahre lang auf der Bühne und im Varieté auf, wobei sie im Ensemble von E. H. Sothern begann. Abbott trat bei Bühnen-Inszenierungen in Kansas City, St. Joseph, Missouri, und Chicago auf. Während ihrer Tourneen traf sie sich mehrmals mit Henry King.
In einer fünfzehn minütigen Varieté-Nummer hatte sie eine Gesangsrolle, in der sie sich über das Publikum schwang und Rosen in das Publikum warf. Ein ähnlicher Auftritt folgte in Fred Mace’s Photoplayers Club in Balboa. Weitere Rollen hatte sie im Bühnenstück The Minister’s Daughter. Die Rolle der Flora Belle Fry spielte sie in der Bühnen-Inszenierung Little Johnny Jones von George M. Cohan.
Abbott kehrte nach Kalifornien zurück, wo Henry King sie der Balboa Feature Film Company in Long Beach vorstellte. Dort erhielt sie ihr Engagement für ihre erste Film-Rolle The Path of Sorrow (1913). In den nächsten vier Jahren spielte sie in mehreren Filmen für die American Film Company in Santa Barbara und Balboa.

## Tod
Abbott starb im Alter von 55 Jahren an Herzversagen. Sie ist nahe einer Gedenkgrotte in einem Plattengrab auf dem Holy Cross Cemetery in Culver City, Kalifornien, beerdigt. Zum Zeitpunkt ihres Todes waren als ihre hinterlassenen Kinder Ruth King Hilbert, Henry und John bekannt.

## Filmografie

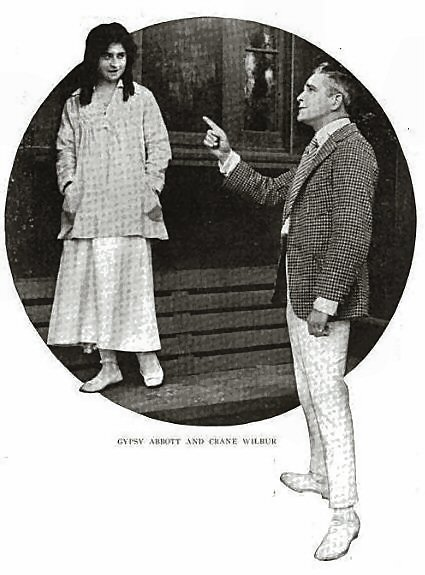
Gypsy Abbott und Crane Wilbur im Film Vengeance Is Mine (1916)

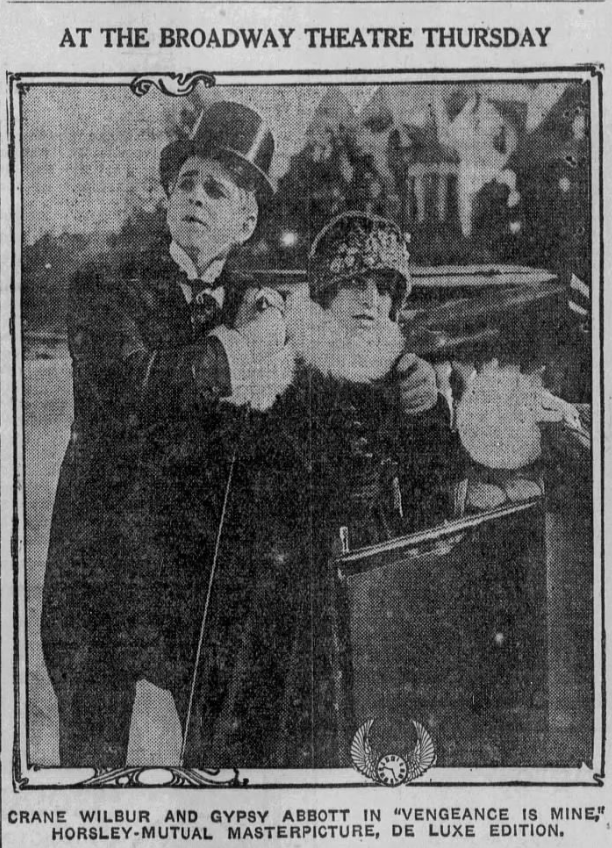
Weitere Filmszene aus dem Film Vengeance is Mine (1916), mit Gypsy Abbott (rechts)

- 1913: The Path of Sorrow, Kurzfilm
- 1914: Called Back
- 1914: The Key to Yesterday
- 1914: The Man Who Could Not Lose
- 1914: St. Elmo
- 1915: Who Pays?
- 1915: Beulah
- 1915: For the Commonwealth
- 1915: Letters Entangled
- 1915: The Fruit of Folly
- 1916: Vengeance Is Mine!
- 1916: For Ten Thousand Bucks
- 1916: Bungling Bill’s Dress Suit
- 1916: Some Liars
- 1916: Her Luckless Scheme
- 1916: Going to the Dogs
- 1916: Rolling to Ruin
- 1916: Paste and Politics
- 1916: A Touch of High Life
- 1916: Her Painted Pedigree
- 1916: Bungling Bill’s Bow-Wow
- 1916: Lost, Strayed or Stolen
- 1916: With or Without
- 1916: The Wicked City
- 1916: Shot in the Fracas
- 1916: Jealous Jolts
- 1917: A Lislebank
- 1917: A Circus Cyclone
- 1917: The Musical Marvel
- 1917: The Butcher’s Nightmare
- 1917: A Studio Stampede
- 1917: His Bogus Boast
- 1917: When Ben Bolted
- 1917: Lorelei of the Sea